# Josep Sunyol
Josep Sunyol i Garriga (21. července 1898, Barcelona – 6. srpna 1936, Sierra de Guadarrama) byl politik, právník a novinář. Pocházel z rodiny, v jejíž minulosti byla politika zakódována, takže nebylo překvapivé, že se přidal, za dob Primo de Rivierova diktátorství k levicovému hnutí  Acció Catalana.

## Působení ve fotbale
Roku 1928 se dostává do předsednictva klubu FC Barcelona, i přes to, že prezident Arcadi Balaguer byl zapřisáhlý monarchista. O rok později se dokonce stává prezidentem katalánské fotbalové federace. Tato doba byla pro Barcelonu hodně těžká, nejen kvůli finančním problémům, ale i kvůli tomu, že Joan Gamper (zakladatel FC Barcelony) spáchal v roce 1930 sebevraždu. V roce 1934 mu bylo nabídnuto místo prezidenta FC Barcelony, ale to odmítl a místo sebe tam nasměroval Esteva Salu. Ten však po roce působení odstoupil kvůli zdravotním problémům a tentokrát v roce 1935 Sunyol místo prezidenta přijímá. Roku 1934 spolu s Estevem Salem prosadil do předsednictva Barcelony ženu, což bylo poprvé ve španělském fotbale. Onou ženou byla Ana María Martínez Sagi.

## Politická a novinářská činnost
Kolem roku 1930 založil deník La Rambla, který je pojmenován podle ulice ve Baceloně kde měly noviny sídlo. Hlavní motto deníku, bylo sport a občanství. Což znamenalo snahu udělat sport přístupný všem skupinám obyvatelstva. Po pádu Prima de Riviery a abdikaci krále Alfonse XIII. kandidoval Sunyol za stranu  Esquerra Republicana de Catalunya do kongresu. A Esquerra Republicana de Catalunya získává 24 křesel, jedno z nich patřící Sunyolovi. Svoje křeslo později obhájil v letech 1933 a těsně před svou tragickou smrtí v roce 1936.

## Smrt
Sunyol byl zavražděn necelý měsíc po začátku občanské války a to při jeho návštěvě fronty. 6. srpna 1936 vezl spolu s novinářem deníku La Rambla Ventura Virgilem 50 000 pesos na zaplacení mezd republikánským vojákům. Jejich řidič si ale bohužel nevšiml, že již vyjeli z tábora republikánů a zastavil až u Frankových vojáků. Ti všechny tři na místě zastřelili, zpráva o Sunyolově smrti se do Barcelony dostala až o týden později.

## Památka
Po občanské válce byl za Francova režimu posmrtně odsouzen a byla snaha ho vymazat z historie, proto i patnácté výročí jeho smrti prošlo bez povšimnutí. Frankově režimu se téměř povedlo Sunyolovu památku vyhladit, ale v roce 1996 byl založen spolek Els Amics de Josep Sunyol (přátelé Josepa Sunyola), který se snažil na počest šedesátého výročí Sunyolovy smrti jeho tělo exhumovat a jejich snaha byla úspěšně dovršena důstojným pohřbem. Oživení jeho památky bylo dovršeno, když Josep Maria Bartomeu vyhlásil rok 2015 Sunyolovým rokem.